# Dazdarevo
Dazdarevo är en ort i Bosnien och Hercegovina.   Den ligger i entiteten Republika Srpska, i den nordöstra delen av landet, 130 km nordost om huvudstaden Sarajevo. Dazdarevo ligger 84 meter över havet och antalet invånare är 536.
Terrängen runt Dazdarevo är mycket platt. Närmaste större samhälle är Bijeljina, 8,4 km söder om Dazdarevo. 
Trakten runt Dazdarevo består till största delen av jordbruksmark. Runt Dazdarevo är det ganska tätbefolkat, med 104 invånare per kvadratkilometer.